# 1,4-二(三氟甲基)苯
1,4-二(三氟甲基)苯是一种有机化合物，化学式为C8H4F6。它可由4-三氟甲基苯硼酸和三氟甲基亚铜（或其配合物）反应制得。三氟乙酸钠也可作为三氟甲基化试剂与对三氟甲基碘苯反应，得到1,4-二(三氟甲基)苯。它在硫酸-三氟乙酸中回流后加入NBS反应，可以得到1,4-二溴-2,5-二(三氟甲基)苯。它和三溴化硼在四氯化碳中反应，可以得到1,4-二(三溴甲基)苯。